# عمر عبدالرزاق
عمر عبدالرزاق (عربی: عمر عبد الرزاق ؛ زادهٔ ۱۲ مارس ۱۹۸۷) یک ورزشکار اهل سوریه است.
از باشگاه‌هایی که در آن بازی کرده‌است می‌توان به باشگاه فوتبال تشرین سوریه اشاره کرد.